# Xynobius rugosiphilus
Xynobius rugosiphilus är en stekelart som först beskrevs av Fischer 1968.  Xynobius rugosiphilus ingår i släktet Xynobius och familjen bracksteklar. Inga underarter finns listade i Catalogue of Life.